# Bullockornis
Bullockornis is een geslacht van uitgestorven niet-vliegende vogels uit Australië. Dit dier behoort tot de familie Dromornithidae (dondervogels) uit de orde van de eendachtigen. Er is één soort, B. planei.
Bullockornis was 2-2,5 meter hoog met een gewicht van 220-240 kilogram. Fossielen van deze soort zijn gevonden in Bullock Creek in het Northern Territory en zijn 15 miljoen jaar oud. Bullockornis was waarschijnlijk een carnivoor.

## Beschrijving
Bullockornis was na de Stirton's dondervogel (Dromornis stirtoni) de grootste soort van de groep, werd mogelijk twee tot 2,8 meter hoog en kon een gewicht van waarschijnlijk 300 kilogram bereiken. Tekeningen en skeletreconstructies in musea aangevuld met gereproduceerde botdelen van andere dondervogels geven een indruk van het uiterlijk van de vogels, maar zijn deels speculatief vanwege het onvolledige fossielenbestand.
In tegenstelling tot de andere dondervogels zijn de eerste (atlas) en tweede halswervel (axis) van Bullockornis en Dromornis vergroeid tot één bot.
Volgens recente fossielen, beschreven in 1998, bezat Bullockornis een uitzonderlijk volumineuze kop met een uitgesproken spierstelsel en een snavel die groot genoeg was om een voetbal in te verbergen. De snavel was, net als die van de in Europa en Noord-Amerika levende Gastornis uit het Paleogeen, sterk gebogen en erg groot in vergelijking met de rest van de schedel. De ogen waren klein. De kop en snavel bereikten samen een lengte van een halve meter. De Australische paleontoloog Stephen Wroe vermoedt daarom dat Bullockornis, in tegenstelling tot zijn plantenetende verwanten, een carnivoor of aaseter kan zijn geweest.

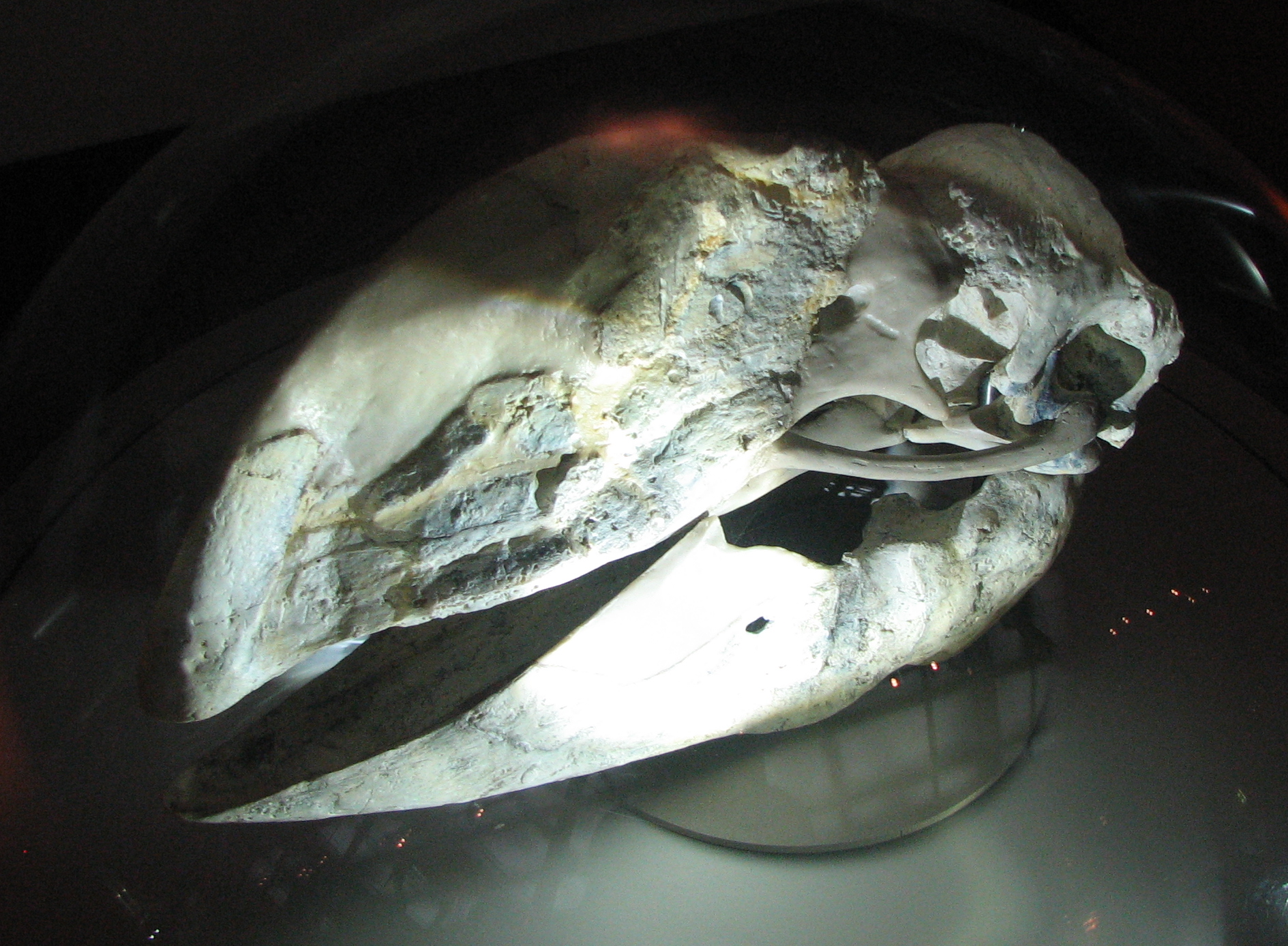
Schedel van Bullockornis.

Bullockornis had een relatief grote hersencapiciteit. Hij gebruikte dit waarschijnlijk in combinatie met scherpe zintuigen om op prooi te jagen.